# (23234) Lilliantsai
(23234) Lilliantsai est un astéroïde de la ceinture principale d'astéroïdes.

## Description
(23234) Lilliantsai est un astéroïde de la ceinture principale d'astéroïdes. Il fut découvert le 20 novembre 2000 à Socorro (Nouveau-Mexique) par le projet LINEAR. Il présente une orbite caractérisée par un demi-grand axe de 2,47 UA, une excentricité de 0,15 et une inclinaison de 7,3° par rapport à l'écliptique.

## Compléments